# لوكا فارياس
لوكا فارياس (مواليد 10 مارس 2000)، هو لاعب كرة قدم يلعب كلاعب وسط.
لعب سابقاً في نادي خورفكان ونادي العروبة ونادي الفجيرة.

## وصلات خارجية
- لوكا فارياس على موقع قاعدة بيانات كرة القدم.إي يو (الإنجليزية)